# Paul Tapponnier
Paul Tapponnier (* 6. Januar 1947 in Annecy; † 24. Dezember 2023 in Peking) war ein französischer Geologe.

## Werdegang
Tapponnier studierte an der École Nationale Supérieure des Mines de Paris mit dem Abschluss 1970. Danach war er an der Universite du Languedoc in Montpellier und 1972 bis 1975 am Massachusetts Institute of Technology (MIT). 1978 promovierte er in Montpellier. Er war danach am Institut de Physique du Globe in Paris in der Abteilung Tektonik. Seit 1985 war er außerdem Gastwissenschaftler am Jet Propulsion Laboratory und 2000 war er Gastprofessor am Caltech. Ab 2009 war er Gruppenleiter in Tektonik an der Technischen Universität Nanyang in Singapur (EOS, Earth Observatory of Singapur).
Tapponnier war einer der ersten, der in den 1970er Jahren die Möglichkeiten der Satellitenerkundung (Landsat) für die Tektonik erkannte. Insbesondere befasste er sich, teilweise mit Peter Molnar vom MIT, mit der Tektonik Asiens, die vor allem durch die Kollision der indischen Platte gekennzeichnet ist.
1984 erhielt er die Silbermedaille des CNRS, 1985 die Alfred Wegener Medal, 1990 den Großen Wissenschafts-Preis der Stadt Paris und 2001 die Lyell-Medaille.
Er war Ehrenmitglied der Geological Society of America (1994) und Fellow der American Geophysical Union (1994). Außerdem war er Mitglied der National Academy of Sciences (2005), der Académie des sciences und Ritter der Ehrenlegion (1991).
Am 24. Dezember 2023 starb er in Peking im Alter von 76 Jahren.